# Gauliga Generalgouvernement
Die Gauliga Generalgouvernement war eine der obersten Fußballligen in der Zeit des Nationalsozialismus. In der zwischen 1940 und 1944 existierenden Liga wurde der regionale Meister des Generalgouvernements Polen bestimmt. Ab 1941 nahm der Gaumeister an der Endrunde der „großdeutschen Fußballmeisterschaft“ teil. Überdies wurde unter den Vereinen der „Bernsteinpokal des Generalgouverneurs“ ausgetragen. Spielberechtigt waren nur Reichsdeutsche und Volksdeutsche, polnische Fußballspieler waren nicht zugelassen, ihnen war jeglicher organisierter Sport verboten.

## Vorgeschichte
Im Sommer 1940 richtete der von Generalgouverneur Hans Frank eingesetzte Sportbeauftragte Georg Niffka erstmals die Fußballmeisterschaft der deutschen Vereine im Generalgouvernement (GG) aus. Es handelte sich durchweg um Vereine, die im besetzten Polen gegründet wurden. Dazu gehörten Soldatenmannschaften von Verbänden des Heeres, Geschwadern der Luftwaffe, der Waffen-SS sowie der Ordnungspolizei; auch Besatzungsbehörden wie die Post und die Ostbahn beteiligten sich ebenso wie unter deutscher Kontrolle stehende Großbetriebe, vor allem im Rüstungssektor. 1940 waren insgesamt 80 deutsche Fußballvereine im Generalgouvernement registriert. Mehrere Mannschaften nahmen ehemalige polnische Nationalspieler unter Vertrag, die aus dem Ostteil Oberschlesiens stammten; sie waren als Bürger Preußens geboren, mit dem Anschluss ihrer Heimatregion an Polen 1922 aber polnische Staatsbürger geworden. Von den Besatzungsbehörden wurden sie als Volksdeutsche eingestuft.

## Spielbetrieb
Zu den Spielorten gehörten die Stadien der offiziell aufgelösten polnischen Spitzenvereine, darunter das Krakauer Wisla-Stadion. Im am Vorabend des Krieges fast fertiggestellten weitaus größeren Städtischen Stadion Krakau wurden 1940 die Bauarbeiten abgeschlossen, unter dem Namen „Deutsche Kampfbahn“ wurde es Austragungsort der meisten Endspiele um die Meisterschaft und den Pokal des Generalgouvernements. Für den Sportbetrieb im Warschauer „Wehrmachtsstadion“, in dem zuvor Legia Warschau seine Heimspiele ausgetragen hatte, war Oberleutnant Wilm Hosenfeld verantwortlich., dem Roman Polański später in seinem Film Der Pianist (2002) ein Denkmal setzen sollte.
Der GG-Sportbeauftragte, der SS-Untersturmführer Niffka, stellte klar, dass Polen nicht nur nicht in der Gauliga spielen, sondern auch nicht an „Kameradschaftsabenden“ der deutschen Vereine teilnehmen durften. Doch waren sie als Zuschauer in den Stadien zugelassen, wobei aber „der Sektor mit den besten Plätzen ausschließlich den Deutschen vorbehalten“ sein sollte.
Während Polen jeglicher organisierte Sport im Generalgouvernement verboten war, durften ethnische Ukrainer in den Distrikten Lublin und Galizien Sportvereine gründen. Im Distrikt Lemberg ließ die Sportbehörde des Generalgouvernements eine eigene ukrainische Liga mit zehn Vereinen zu. Der Sieger durfte an den Ausscheidungsspielen des GG für die Endrunde der deutschen Meisterschaft teilnehmen. Es fanden auch Freundschaftsspiele zwischen deutschen und ukrainischen Clubs statt; die deutschsprachige Besatzerpresse berichtete wiederholt von Siegen ukrainischer Mannschaften.

## Gaumeisterschaft
In den vier Distrikten Krakau, Lublin, Radom und Warschau wurden im Ligasystem die regionalen Meister ermittelt. Diese waren für das Halbfinale der Gaumeisterschaft 1940 qualifiziert. Im Finale besiegte der Luftwaffensportverein (LSV) Deblin den LSV Radom knapp mit 2:1. 1941 holte sich der LSV Boelcke Krakau den Titel, er behielt im Finale gegen den LSV Warschau mit 1:0 die Oberhand.
Nachdem die Wehrmacht nach dem Angriff auf die Sowjetunion (Unternehmen Barbarossa) die Rote Armee im Sommer 1941 aus dem sowjetisch besetzten Ostpolen verdrängt hatte, wurde dort der Distrikt Galizien mit der Hauptstadt Lemberg eingerichtet und an das Generalgouvernement angegliedert. Im neuen Distrikt wurde eine aus einem Dutzend Vereinen und Militärmannschaften bestehende deutsche Fußballliga organisiert, deren Sieger für die Endrunde der GG-Meisterschaften qualifiziert war. Die fünf Distriktmeister spielten in der Endrunde von nun an jeder gegen jeden. Ungeschlagen wurde der LSV Adler Deblin der GG-Meister 1942, Vizemeister wurde die SS- u. Pol.-SG Warschau, die ab 1943 als SG Ordnungspolizei Warschau auftrat.
Aufgrund eines Beschlusses des Nationalsozialistischen Reichsbundes für Leibesübungen (NSRL), des Dachverbandes der Sportorganisationen, passte die Gauliga Generalgouvernement ihre Spielzeiten, die sich bislang von Januar bis Dezember eines Jahres erstreckten, den Strukturen im Reichsgebiet an. So folgte auf die Spielzeit 1942 die Saison 1943/44; auf diese Weise wurde der Meistertitel im Jahr 1943 nicht vergeben. Während der Endrunde der fünf Distriktmeister der Saison 1943/44 schied der Vertreter des Distrikts Galizien, die SG Ostbahn Lemberg, nach dem ersten Spieltag aus, weil der Verein wegen des Einsatzes einiger seiner Spieler bei den Kämpfen an der Ostfront keine vollständige Mannschaft mehr aufbieten konnte. Unter den verbliebenen vier Distriktmeistern setzte sich der LSV Mölders Krakau durch, Vizemeister 1944 wurde der LSV Deblin, der GG-Meister von 1940.

## Gaumeister, Vizemeister, Drittplatzierte
| Saison  | Gaumeister Generalgouvernement | Vizemeister             | Drittplatzierter                  |
| ------- | ------------------------------ | ----------------------- | --------------------------------- |
| 1940    | LSV Deblin                     | LSV Radom               | 10. SS-Totenkopf-Inf.-Rgt. Krakau |
| 1941    | LSV Boelcke Krakau             | LSV Warschau            | LSV Radom                         |
| 1942    | LSV Adler Deblin               | SS- u. Pol.-SG Warschau | DTSG Lemberg                      |
| 1943/44 | LSV Mölders Krakau             | LSV Deblin              | DTSG Tschenstochau                |

## Endrunde der großdeutschen Meisterschaft
Von 1942 an durfte der Vorjahresmeister des Generalgouvernements an der Endrunde der sogenannten großdeutschen Meisterschaft teilnehmen. Doch waren die GG-Vertreter dabei chancenlos. Der Vorjahressieger LSV Boelcke Krakau schied in der ersten Runde durch ein 2:5 beim Planitzer SC aus. Einzig die SG Ordnungspolizei Warschau, die als Vizemeister 1942 für den Meister LSV Adler Deblin eingesprungen war, konnte bei der Endrunde 1943 durch einen 3:1-Erfolg bei BSG DWM Posen die erste Runde überstehen, schied aber nach einer 1:5-Heimniederlage gegen den VfB Königsberg in der folgenden Runde aus. Das Luftwaffengeschwader, das den LSV Adler Deblin aufgestellt hatte, war im Frühjahr 1943 bei den Kämpfen an der Ostfront eingesetzt, die Spieler bekamen keinen Urlaub für den Fußball. Am VfB Königsberg scheiterte 1944 auch der GG-Meister LSV Mölders Krakau, das Spiel endete 1:4.
| Saison  | Gaumeister Generalgouvernement | Abschneiden deutsche Meisterschaft | Deutscher Meister |
| ------- | ------------------------------ | ---------------------------------- | ----------------- |
| 1941/42 | LSV Boelcke Krakau             | Qualifikationsrunde                | FC Schalke 04     |
| 1942/43 | SG Ordnungspolizei Warschau    | Achtelfinale                       | Dresdner SC       |
| 1943/44 | LSV Mölders Krakau             | 1. Runde                           | Dresdner SC       |

## Bekannte Spieler
Die Vereine und Militärmannschaften der Gauliga rekrutierten sich aus Gastspielern, die nur vorübergehend bei ihnen zum Einsatz kamen, manchmal nur wenige Wochen. Formal gehörten sie weiterhin ihren Heimatvereinen im „Altreich“ an. Bei der überwältigenden Mehrheit handelte es sich um Soldaten der Wehrmacht oder der Waffen-SS, deren Einheiten an Standorte im besetzten Polen versetzt worden waren. Unter ihnen waren einige Nationalspieler. Die Oberschlesier, die vor dem Krieg in polnischen Vereinen und der Nationalelf gespielt hatten, wurden von 1942 an zur Wehrmacht eingezogen. Zu den bekanntesten Spielern der Gauliga zählten:
- Willi Arlt  –  (Riesaer SV / DSG Reichshof)
- Franz „Bimbo“ Binder  –  (Rapid Wien / DSG Reichshof)
- Friedo Dörfel  –  (Hamburger SV / DTSG Przemysl)
- Willi Ginzel  –  (LSV Mölders Krakau)
- Walter Gloede  –  (Hamburger SV / DTSG Tschenstochau)
- Wilhelm Gora  –  (Cracovia Krakau / DTSG Krakau)
- Rudolf Gramlich  –  (Eintracht Frankfurt / SS-SG Krakau)
- Franz Grigutsch  –  (SV Wiesbaden / LSV Okecie, LSV Mölders Krakau)
- Siegfried Hessenauer  –  (Austria Wien / SS- u. Pol.-SG Warschau)
- Franz Hofer  –  (Rapid Wien / DSG Reichshof)
- Adolf Huber  –  (Austria Wien / DSG Reichshof)
- Julius Joksch  –  (KS Warszawianka / DTSG Krakau)
- Stanislaus Kobierski  –  (Fortuna Düsseldorf / SS- u. Pol.-SG Warschau)
- Richard Kubus  –  (Vorwärts-Rasensport Gleiwitz / LSV Okecie)
- Ludwig Männer  –  (Hannover 96 / WH I Warschau)
- Robert Mahlstedt  –  (Werder Bremen / LSV Deblin)
- Edmund Majowski  –  (Pogoń Lwów / DTSG Krakau, DTSG Lemberg)
- Andreas Munkert  –  (1. FC Nürnberg / SS- u. Pol.-SG Warschau)
- Herbert Panse  – (Eimsbütteler TV / Fort Bema)
- Karl Pasurek – (Polonia Warschau / DTSG Krakau)
- Alwin Riemke  –  (1. FC Nürnberg / LSV Adler Deblin)
- Ernst Sabeditsch  –  (First Vienna FC / WH Rembertow)
- Józef Smoczek  –  (KS Warszawianka / DTSG Krakau)
- Heinrich Spodzieja  –  (Germania Königshütte / LSV Mölders Krakau)
- Hans Studener  –  (Hamborn 07 / LSV Adler Deblin)
- Johann Urbanek  –  (Admira Wien / LSV Mölders Krakau)
- Rudolf Viertl (SC Germania Schwechat / DTSG Krakau)
- Ernst Willimowski  –  (TSV 1860 München / LSV Mölders Krakau)

## Bernsteinpokal
Der Bernsteinpokal wurde unter den deutschen Vereinen sowie Militär- und Betriebsmannschaften im Generalgouvernement Polen ausgespielt, Stifter war der Generalgouverneur Hans Frank. Für diesen Wettbewerb war auch der Pokalsieger der ukrainischen Liga innerhalb des GG qualifiziert. Die Endspiele wurden im Warschauer Wehrmachtsstadion, dem früheren Legia-Stadion, oder in der Deutschen Kampfbahn Krakau (früher: Städtisches Stadion) ausgetragen. 
Die Pokalsieger des Generalgouvernements:
- 1940  –  SS- u. Pol.-SG Warschau
- 1941  –  DTSG Krakau
- 1942  –  DTSG Tschenstochau
- 1943  –  LSV Mölders Krakau
- 1944  –  LSV Mölders Krakau

## Reichsbundpokal
Die Gauliga Generalgouvernement stellte auch eine Auswahlmannschaft auf, die am Reichsbundpokal teilnahm, aber jeweils sofort in der ersten Runde ausschied. Sie spielte in rot-weiß, also in Umkehrung der polnischen Nationalflagge. Für die GG-Elf spielten zeitweilig die aus Ostoberschlesien stammenden früheren polnischen Nationalspieler Wilhelm Gora, Julius Joksch, Karl Pasurek sowie Erwin Nytz, die alle die deutsche Volksliste unterzeichnet hatten.

## Belege
1. ↑  Dr. Dietrich Redeker, Der Sport im Generalgouvernement. In: Der Kicker, 30. April 1940, S. 14–15.
2. ↑  Stanisław Chemicz: Piłka nożna w okupowanym Krakowie. Kraków 1982, S. 200.
3. ↑  Bogdan Tuszyński: Za cenę życia. Sport Polski Walczącej 1939–1945. Warszawa 2006, S. 26.
4. ↑  Górnoślązacy w polskiej i niemieckiej reprezentacji narodowej w piłce nożnej – wczoraj i dziś. Sport i polityka na Górnym Śląsku w XX wieku. Wyd. Dom Wspólpracy Polsko-Niemieckiej. Gliwice-Opole 2006, S. 11.
5. ↑  Deutsche Kampfbahn Krakau. In: NS-Sport, 16. Juni 1940, S. 2.
6. ↑  Eine Sportschule im Warschauer Wehrmachtsstadion In: Warschauer Zeitung, 7. Dezember 1941, S. 13.
7. ↑  Sportmitteilungsblatt für den Distrikt Krakau. Folge 1 und 2, 10. Februar 1941, S. 1–2.
8. ↑  Das Generalgouvernement. Hrsg. M. du Prel. Würzburg 1942, S. 198.
9. ↑  z. B. Erfolg der „Sian-Elf“ In: Krakauer Zeitung, 13. Juni 1941, S. 7.
10. ↑  Cracovius, Die tüchtigen Flieger aus Demblin. In: Der Kicker, 19. November 1940, S. 26.
11. ↑  LSV Boelcke vertritt das GG bei der Deutschen Fußballmeisterschaft In: Krakauer Zeitung, 14. Oktober 1941, S. 9.
12. ↑  Als Favoriten stellen sich vor: Adler Deblin und SSuP Warschau In: Warschauer Zeitung, 29. September 1942, S. 7.
13. ↑   Getrennt vom LSV Adler Deblin existiert der LSV Deblin, der erste GG-Meister 1940. Beide Clubs spielten in der Distriktsliga Lublin 1942 zweimal gegeneinander, beide Male siegten die "Adler" hoch: 18:0 und 11:1 (s.Stippvisite bei den „Adlern“ von Deblin In: Warschauer Zeitung, 28. Juni 1942, S. 13).
14. ↑  Ein schöner Erfolg der DTSG Krakau: 1:4 gegen den GG-Meister In: Warschauer Zeitung, 3. November 1942, S. 7.
15. ↑  Das GG. bei der Deutschen Fußballmeisterschaft In: Krakauer Zeitung, 20. Mai 1941, S. 8.
16. ↑  LSV „Mölders“ – GG-Meister In: Warschauer Zeitung, 11. April 1944, S. 4.
17. ↑  Ehrenvolle Niederlage des GG-Fußballmeisters in Planitz In: Warschauer Zeitung, 12. Mai 1942, S. 7.
18. ↑  Warschaus Polizei vertritt das GG in Posen In: Warschauer Zeitung, 30. April 1943, S. 10.
19. ↑  GG-Fußballer kamen nur bis zur Zwischenrunde In: Warschauer Zeitung, 18. Mai .1943, S. 8.
20. ↑   Werden die Debliner „Adler“ das GG vertreten? In: Warschauer Zeitung, 16. April 1943, S. 10.
21. ↑  Verdienter Sieg Königsbergs In: Warschauer Zeitung, 25. April 1944, S. 8.
22. ↑  Dr. Dietrich Redeker, Der Sport im Generalgouvernement. In: Der Kicker, 30. April 1940, S. 14–15.
23. ↑  „Ukraina“-Lemberg und „Sian“-Przemysl In: Krakauer Zeitung, 19. August 1941, S. 9.
24. ↑  Kattowitzer Zeitung, 5. August 1940, S. 4.
25. ↑  Thomas Urban, Fußball „nur für Deutsche“, im Untergrund und in Auschwitz In: Europäischer Fußball im Zweiten Weltkrieg. Hrsg. Markwart Herzog / Fabian Brändle. Stuttgart 2015.
26. ↑  H. Kostorz, Außerordentliche Kraftprobe des GG-Fußball In: Warschauer Zeitung, 4. Januar 1944, S. 6.
27. ↑  Warschauer Zeitung, cyfrowemazowsze.pl, aufgerufen am 23. März 2024.